# Bir Ould Khelifa
Bir Ould Khelifa est une commune de la wilaya de Aïn Defla en Algérie.ex: le Puits pendant la colonisation.